# Baskonstant
En baskonstant Kb är en typ av kemisk jämviktskonstant som anger styrkan av en bas. För starka baser, i vatten starkare än hydroxidjonen, är baskonstanten meningslös eftersom dessa protolyseras fullständigt till den korresponderande syran under normala förhållanden. Med andra ord behövs ingen baskonstant för att beskriva relationen mellan basen och produkterna i reaktionen. Baskonstanten är relevantare för svaga baser. Två exempel på sådana är ammoniak (NH3) och vätekarbonatjon (HCO3−).

## Definition
Då en svag bas, betecknad med B, reagerar med vatten produceras hydroxidjoner. Reaktionen kan skrivas på följande sätt:
{\displaystyle {\mbox{B}}+{\mbox{H}}_{2}{\mbox{O}}\rightleftharpoons {\mbox{BH}}^{+}+{\mbox{OH}}^{-}\qquad ;\qquad K_{b}}
Baskonstanten Kb definieras på följande sätt (se vidare under jämviktskonstant):
{\displaystyle K_{b}={\frac {\{{\mbox{BH}}^{+}\}\cdot \{{\mbox{OH}}^{-}\}}{\{{\mbox{B}}\}}}}
Här har aktiviteten för vatten (H2O) försvunnit ur uttrycket eftersom den sätts till 1 enligt konvention.
Baskonstanten används dock sällan i verkligheten för att beskriva styrkan av en bas. Detta beror på att varje bas står i jämvikt med en syra (BH+ i ovanstående ekvationer), och att styrkan hos den syran styrs av dess syrakonstant. Relationen mellan baskonstanten och syrakonstanten ges av vattnets autoprotolys:
{\displaystyle {\mbox{H}}_{2}{\mbox{O}}\rightleftharpoons {\mbox{H}}^{+}+{\mbox{OH}}^{-}\qquad ;\qquad K_{w}}
Kombinerar man vattnets autoprotolys med basens reaktion får man:
{\displaystyle {\mbox{H}}^{+}+{\mbox{B}}\rightleftharpoons {\mbox{BH}}^{+}\qquad ;\qquad K_{a}^{-1}}
det vill säga baklängesreaktionen för den korresponderande syran BH+. Vi får även att:
{\displaystyle K_{a}\cdot K_{b}=K_{w}}
Alltså kan baskonstanten beräknas från den korresponderande syrans syrakonstant och vattnets autoprotolys. Ofta används endast syrakonstanten för att beskriva ett syra-baspar eftersom {H+}, till skillnad från {OH−}, är mätbar genom pH-värdet.